# Przestrzeń Dowkera
Przestrzeń Dowkera – przestrzeń topologiczna, która jest normalna, ale nie jest przeliczalnie parazwarta.

## Charakteryzacja przestrzeni Dowkera
Dla przestrzeni normalnej {\displaystyle X} ({\displaystyle X} jest również przestrzenią T1) następujące warunki są równoważne:
- {\displaystyle X} jest przestrzenią Dowkera.
- przestrzeń produktowa {\displaystyle X\times [0,1]} nie jest normalna[2].
- {\displaystyle X} nie jest przeliczalnie metazwarta.

Dowker postawił hipotezę iż przestrzenie Dowkera nie istnieją. W 1971, Mary Ellen Rudin skonstruowałą jednak przykład przestrzeni Dowkera. Przestrzeń skonstruowana przez Rudin jest mocy {\displaystyle \aleph _{\omega }^{\aleph _{0}}.}
Zoltán Balogh podał kolejny przykład przestrzeni Dowkera, tym razem mocy continuum. Używając teorii PCF, M. Kojman i S. Shelach wskazali podprzestrzeń przestrzeni Dowkera skonsturowanej przez Rudin, która sama jest przestrzenią Dowekera i jest mocy {\displaystyle \aleph _{\omega +1}.}